# Laura Lochman
Laura Lochman er chargé d'affaires ved USA's ambassade i Danmark.